# Karl Oppitzhauser
Karl Oppitzhauser (Bruck an der Leitha, 4 oktober 1941) is een voormalig autocoureur uit Oostenrijk. Hij schreef zich in voor één Formule 1-race, zijn thuisrace in 1976 voor het team March Engineering, maar mocht niet aan de start verschijnen wegens zijn weinige ervaring.
Oppitzhauser begon zijn carrière in de Formule Vee in de jaren 60 en reed ook in een Lotus Europa. In 1968 stapte hij over naar een Ferrari Dino en later een Lamborghini Miura, voordat hij ging deelnemen aan de Alfasud Cup in de jaren 70.
In 1976 probeerde Oppitzhauser om zijn thuisrace deel te nemen voor het lokale team ÖASC Racing Team in een March 761, ondanks dat hij weinig ervaring had in eenzitterauto's. Door zijn gebrek aan ervaring waren zowel Oppitzhauser als zijn teamgenoot Otto Stuppacher geweerd van de race. Anders dan Stuppacher deed Oppitzhauser geen verdere poging in de Formule 1.
Na zijn Formule 1-poging nam Oppitzhauser deel aan de ronde op Brands Hatch van de Shellsport G8 Formule 5000, maar hij startte de race niet. Hij stapte vervolgens over naar de touring cars met een BMW 635CSi in Groep 5-klasse. Hier behaalde hij in 1979 drie overwinningen in het toenmalige Tsjechoslowakije, met later nog enkele podiumplaatsen.
In het begin van de jaren 80 wisselde Oppitzhauser van sport en stapte over naar de drafsport, voordat hij terugkeerde naar de touring cars in 1984, waar hij tot 1992 bleef. Tussen 1995 en 1999 nam hij deel aan de Ferrari 355 Challenge en stapte vervolgens over naar een Ferrari 360 Modena, waarmee hij de Europese Groep 2 Ferrari Challenge won in 2001. Hierna stapte hij over naar de Groep 1 Ferrari Challenge.
Oppitzhauser bezit tegenwoordig een Chrysler, Jeep, Dodge and Hyundai-autohandel in zijn woonplaats Bruck.